# Baptiste Cariat
Pas d'image ? Cliquez ici

a Compétitions nationales et continentales officielles uniquement.

b Matchs officiels uniquement.
Dernière mise à jour le 19 janvier 2021.
Baptiste Cariat, né le 11 avril 1989 à Soyaux, est un ancien joueur franco-suisse de rugby à XV évoluant au poste de demi d'ouverture.

## Carrière

### Formation
Baptiste Cariat débute le rugby à l'âge de 4 ans au sein de l'école de rugby de Soyaux. Puis en minimes, il rejoint le SC Angoulême. Par la suite, il rejoint l'Union Bordeaux Bègles et intègre le centre de formation. Durant son passage en Gironde, il vit un coup d'arrêt important de deux saisons à la suite de deux graves blessures au niveau des ligaments croisés du genou droit. En 2011, il rejoint le centre de formation du FC Auch Gers.

### En club
Baptiste Cariat fait ses débuts professionnels en Pro D2 lors de la saison 2008-2009 avec son club formateur avec qui il ne joue qu'un match. Puis, il joue deux saisons en Pro D2 avec le FC Auch.
En juin 2013, il revient dans sa région d'origine en s'engageant avec Soyaux Angoulême XV Charente en Fédérale 1. Il vit avec le club charentais la montée en Pro D2 en 2016.
Après avoir disputé la saison 2017-2018 en Fédérale 1 avec l'Union Cognac Saint-Jean-d'Angély, il reste dans la même division avec le Stade langonnais,.

### En équipe nationale
Baptiste Cariat est international suisse. Il possède 9 sélections avec l'équipe suisse.

## Palmarès
Néant.

## Vie privée
En 2018, il termine une formation de courtage en immobilier. Il rejoint l’entreprise ICC Finances (courtages en prêt immobilier) à Bordeaux.